# Exhibició (biologia)
L'exhibició és una forma de comportament animal que forma part dels sistemes de comunicació entre individus d'una espècie. Un exemple seria l'exhibició de festeig en què els mascles d'algunes espècies fan ostentació d'alguna característica notable, com el color, forma o grandària per tal d'atraure la femella. En altres espècies, els animals poden fer-se notar sobre un territori, per tal de preservar i defensar aquest com a zona de caça o de recerca d'aliment per a la seva família o grup. Una tercera forma seria la lluita, més o menys ritualitzada, entre dos mascles de la mateixa espècie per tal d'obtenir el dret a criar i tenir descendència.